# Max Dingler (Verwaltungsjurist)
Max Dingler (* 26. März 1872 in Stallupönen in Ostpreußen; † 2. Februar 1945 in Dresden) war ein deutscher Verwaltungsjurist und Präsident des Landesfinanzamts Würzburg.

## Leben
Max Dingler absolvierte nach dem Abitur am Realgymnasium Königsberg in den Jahren von 1892 bis 1896 ein Studium der neueren Sprachen und der Rechtswissenschaften und legte am 27. April 1896 die erste juristische Staatsprüfung ab. Das Große juristische Staatsexamen folgte am 22. Februar 1902.
1903 absolvierte er am Wilhelms-Gymnasium Königsberg das Altgriechisch-Examen (Graecum). Bevor er im Jahre 1904 zum Amtsrichter ernannt wurde, war er als Gerichtsassessor beim Magistrat der Stadt Danzig eingesetzt. Am 1. Juli 1907 zum Regierungsassessor ernannt, bekleidete er das Amt des Vorstands beim Stempel- und Erbschaftssteueramt in Stettin, einer Einrichtung der Oberzolldirektion Stettin. Dort wurde Dingler am 5. April 1908 zum Regierungsrat ernannt. Von Mai 1912 an als Hilfsarbeiter im preußischen Finanzministerium beschäftigt, wurde er am 1. Dezember 1914 Geheimer Finanzrat und Vortragender Rat und im Juni 1919 Geheimer Oberfinanzrat. In der Zeit vom 17. April 1919 bis zum 8. Januar 1920 war er stellvertretender Bevollmächtigter Preußens im Reichsrat. Bevor Dingler am 1. November 1933 zum Präsidenten des Landesfinanzamts Würzburg ernannt wurde, war er vom 19. Dezember 1919 Abteilungspräsident und Abteilungsleiter für direkte Steuern beim Landesfinanzamt Stettin. Die Landesfinanzämter führten vom 1. April 1937 an reichseinheitlich die Bezeichnung Oberfinanzpräsident.
Zum 1. Juli 1937 wurde Max Dingler in den Ruhestand verabschiedet.
Das Reichsfinanzministerium entsandte ihn nach dem deutschen Überfall auf Polen in den Oberverwaltungsstab des Generalgouverneurs Hans Frank. Dort war er für alle Angelegenheiten zuständig, die den Reichshaushalt oder den Haushalt der besetzten Gebiete (Einnahmen/Ausgaben) betrafen. Darüber hinaus beaufsichtigte er die abgeordneten Beamten und wirkte bei der Einführung des neuen Rechts – mit Relevanz für das Finanzministerium – in den besetzten Gebieten mit.